# 1186년

## 연호
- 남송(南宋) 순희(淳熙) 13년
- 금(金) 대정(大定) 26년
- 일본(日本) 분지(文治) 2년
- 서하(西夏) 건우(乾祐) 17년
- 리 왕조(李朝) 찐푸(貞符) 11년 / 티엔뜨자투이(天資嘉瑞) 원년

## 기년
- 남송(南宋) 효종(孝宗) 24년
- 금(金) 세종(世宗) 26년
- 고려(高麗) 명종(明宗) 16년
- 서하(西夏) 인종(仁宗) 47년
- 리 왕조(李朝) 고종(高宗) 11년

## 탄생
- 칭기즈 칸의 셋째 아들, 우구데이 칸